# Кристіан Белік
Кристіан Белік (пол. Krystian Bielik, нар. 4 січня 1998, Конін) — польський футболіст, півзахисник клубу «Арсенал» (Лондон).

## Клубна кар'єра
Народився 4 січня 1998 року в місті Конін. Вихованець юнацьких команд футбольних клубів «Гурник» (Конін) та «Лех». 24 серпня 2014 року в матчі проти «Корони» з Кельців він дебютував за останній в Екстракласі. У грудні інтерес до Кристіана виявив лондонський «Арсенал».
21 січня 2015 року Белік офіційно перейшов в лондонський клуб. Сума трансферу склала 2,4 млн фунтів. 27 жовтня 2015 року Белік уперше зіграв за основний склад «Арсеналу», вийшовши на заміну в матчі четвертого раунду Кубка Футбольної ліги проти «Шеффілд Венсдей» (0:3).
На початку 2017 року для отримання ігрової практики Кристіан на правах оренди перейшов в «Бірмінгем Сіті». 14 лютого в матчі проти «Престон Норт Енд» він дебютував у Чемпіоншипі.
На початку 2018 року Беліка знову віддали в оренду, його новим клубом став «Волсолл», втім за нього поляк так і не провів жодного матчу і наступний сезон 2018/19 провів у клубі третього дивізіону «Чарльтон Атлетик». Ставши основним гравцем команді і зігравши у 34 матчах, він допоміг команді вийти до Чемпіоншипу.

## Виступи за збірні
2013 року дебютував у складі юнацької збірної Польщі, взяв участь у 15 іграх на юнацькому рівні, відзначившись 3 забитими голами.
З 2017 року залучався до складу молодіжної збірної Польщі. У 2017 році в її складі взяв участь в домашньому молодіжному чемпіонаті Європи. На турнірі він був запасним і на поле не вийшов. Натомість Кристіан вже був основним на наступному чемпіонаті Європи серед молодіжних команд, який відбувся в Італії. У першому матчі в групі проти Бельгії він відзначився голом на 52-й хвилині, а його команда здобула перемогу 3:2. У другому матчі групового раунду проти Італії відзначився голом на 40-й хвилині, чим приніс перемогу своїй збірній 1:0. Тим не менш поступившись у третьому матчі іспанцям поляки не зуміли вийти в плей-оф.